# Château de Sauvebœuf (Lalinde)
Pour l’article homonyme, voir Château de Sauvebœuf (Aubas).
Le château de Sauvebœuf est un château français implanté sur la commune de Lalinde dans le département de la Dordogne, en région Nouvelle-Aquitaine.
Il ne faut pas le confondre avec l'autre château du même nom situé à 43 kilomètres au nord-est, à Aubas.

## Présentation
Le château de Sauvebœuf se situe en Bergeracois, dans le sud du département de la Dordogne, à environ trois kilomètres à l'est-nord-est de la bastide  de Lalinde, au lieu-dit Sauvebœuf.
C'est une propriété privée implantée en bordure de la route départementale 703.

## Historique
La mention la plus ancienne du château remonte au XIVe siècle sous la forme Salvabuo.
Il a été dévasté lors des guerres de religion et reconstruit en style Renaissance.
Le 15 décembre 2020, un incendie s'est déclaré dans une tour dont la toiture et le dernier étage ont entièrement brûlé.

## Architecture
Le logis, de direction est-ouest, est flanqué d’une tour octogonale au nord-ouest, de deux tours carrées au sud-ouest et au nord et d'une tourelle ronde au sud-est.
Au sud, séparée du logis par une trentaine de mètres se dresse, en bord de rue, une imposante tour carrée, flanquée d'une tourelle.

## Galerie de photos

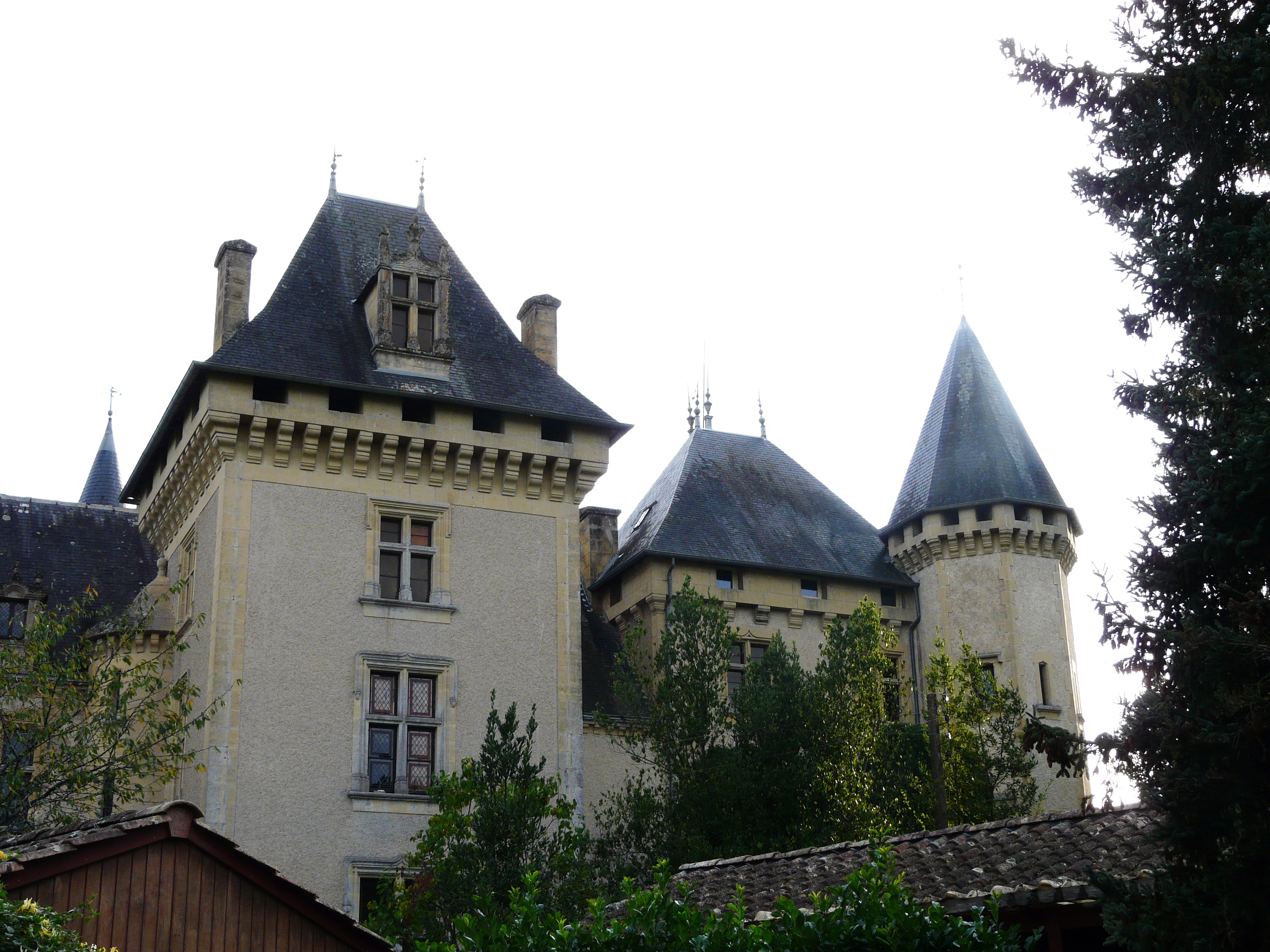
Le côté nord du château.
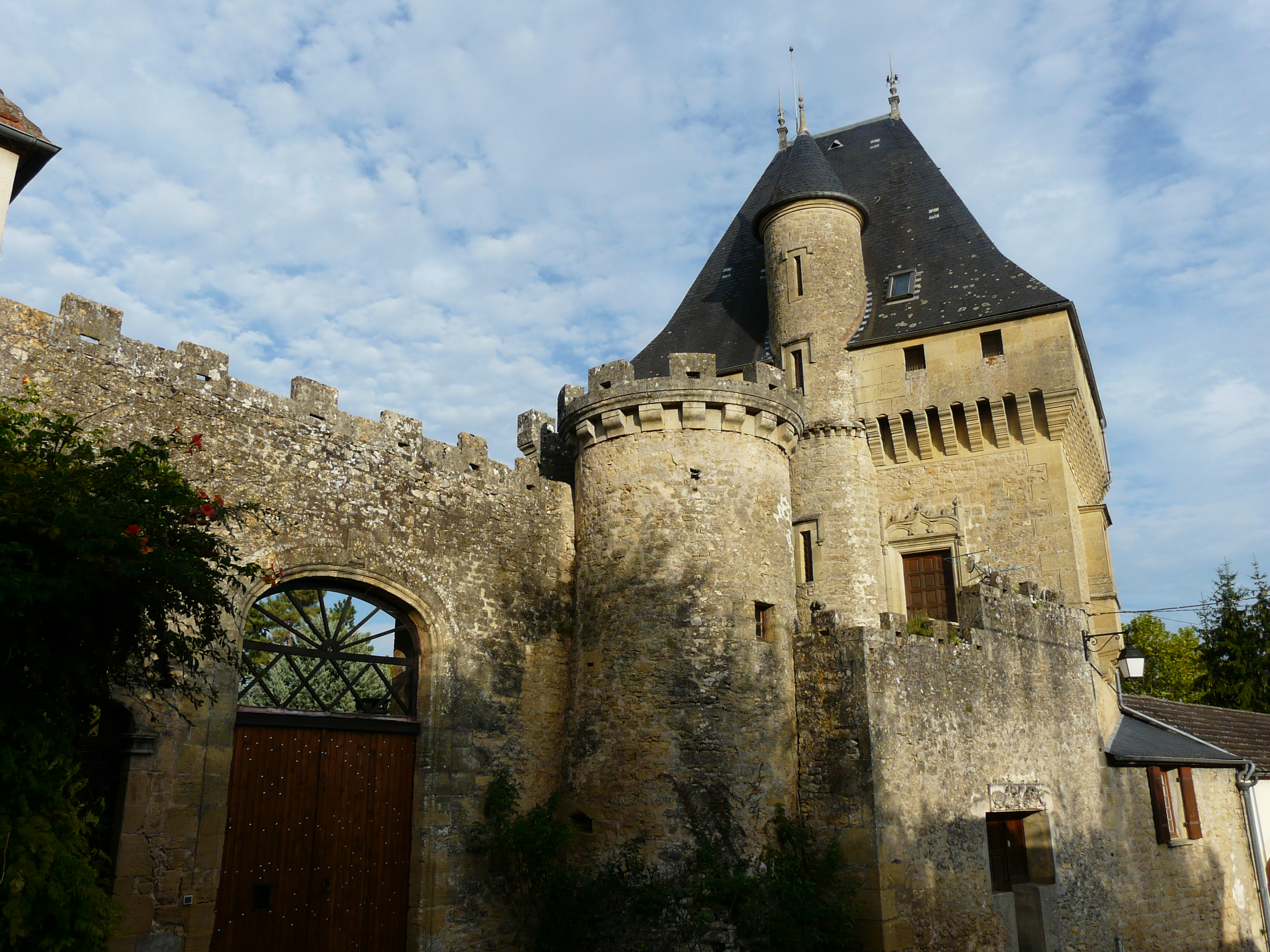
La tour sud.
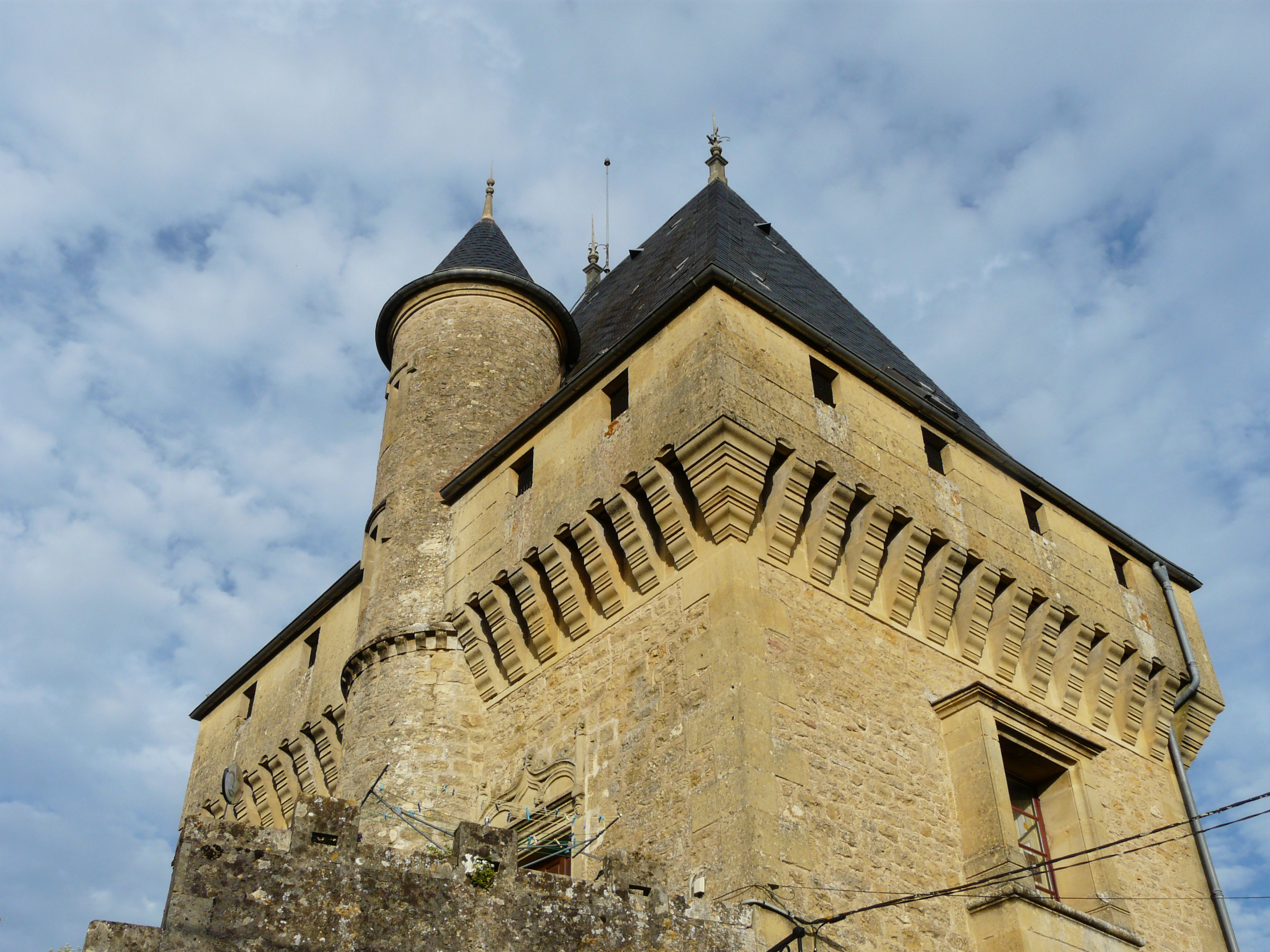
Mâchicoulis et tourelle de la tour sud.
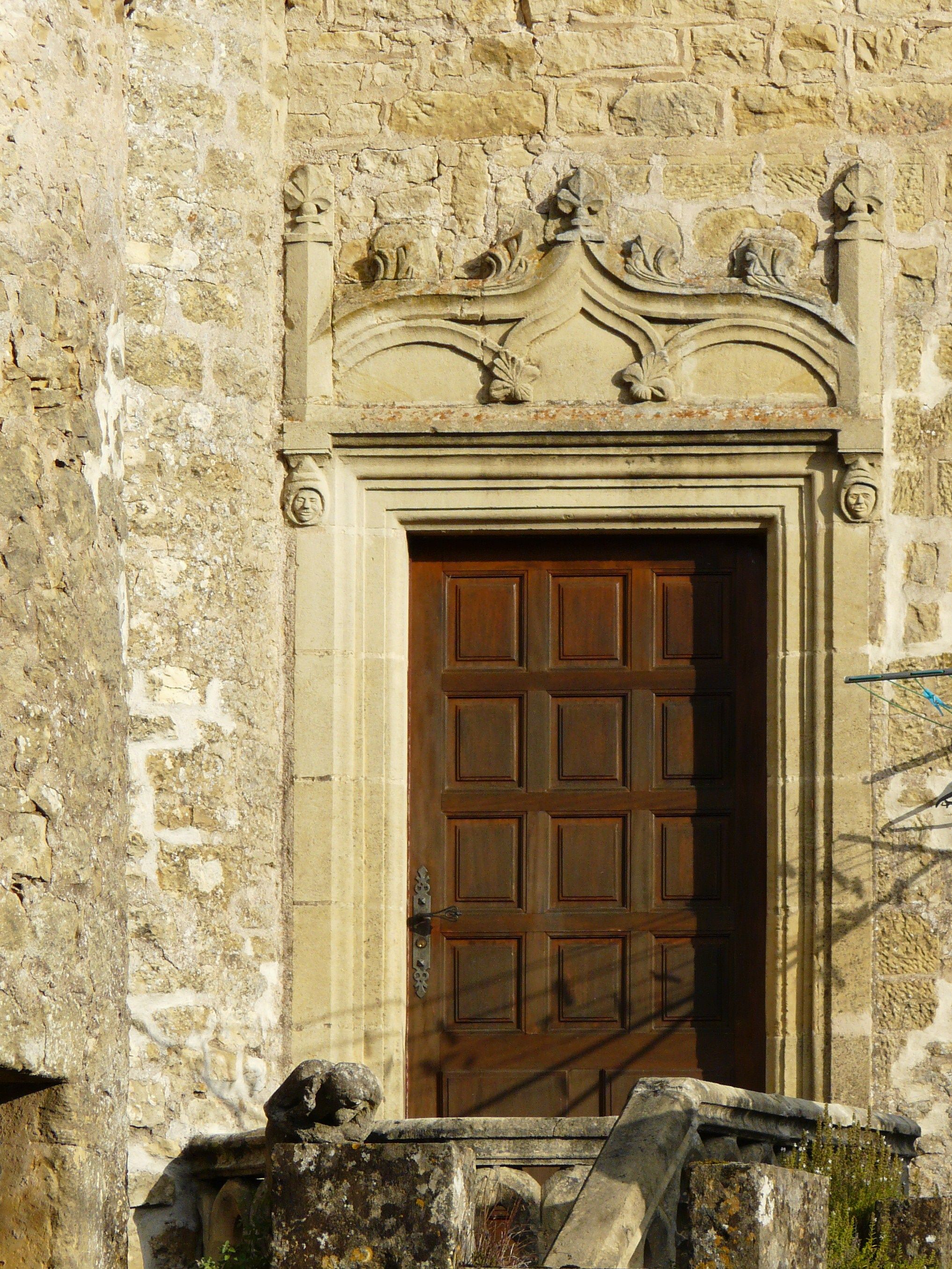
Porte Renaissance.